# Фольваркі (Свентокшиське воєводство)
Фольваркі (пол. Folwarki) — село в Польщі, у гміні Стопниця Буського повіту Свентокшиського воєводства.
Населення — 218 осіб (2011).
У 1975-1998 роках село належало до Келецького воєводства.

## Демографія
Демографічна структура на день 31 березня 2011 року:
|          | Загалом | Допрацездатний вік | Працездатний вік | Постпрацездатний вік |
| -------- | ------- | ------------------ | ---------------- | -------------------- |
| Чоловіки | 125     | 21                 | 92               | 12                   |
| Жінки    | 93      | 13                 | 49               | 31                   |
| Разом    | 218     | 34                 | 141              | 43                   |